# Elinor Fair
Elinor Fair (Richmond, 21 dicembre 1903 – Seattle, 26 aprile 1957) è stata un'attrice statunitense.
Iniziò la propria carriera con il nome d'arte di Eleanor Crowe, poi cambiato in Lenore Fair per poi assumere la forma definitiva Elinor Fair.

## Biografia
Quando nel 1924 venne scelta come WAMPAS Baby Star, era già attiva nell'ambiente del cinema da alcuni anni, mentre in precedenza aveva lavorato nel vaudeville. Diede alcune delle sue migliori prove quando fu messa sotto contratto da Cecil B. DeMille, prendendo parte a produzioni come Yankee Clipper e Let 'er go Gallagher. Dopo la fine dell'epoca del muto interpretò anche alcuni film parlati, perlopiù in ruoli minori, prima di sparire dal grande schermo nel 1934.
Tra il 1926 e il 1929 fu sposata con l'attore William Boyd, specializzato nel ruolo del cowboy. Boyd le aveva chiesto di sposarlo in maniera davvero unica: in una scena del film Il barcaiuolo del Volga di De Mille, ad un certo punto il personaggio interpretato da Boyd dichiara il proprio amore a quello interpretato dalla Fair. Dal momento che si tratta di un film muto gli spettatori non poterono accorgersi che nella scena Boyd fece davvero la propria proposta di matrimonio davanti alla cinepresa e che la Fair accettò, sia come personaggio che nella vita.
Elinor Fair morì nel 1957 a Seattle.

## Riconoscimenti
- WAMPAS Baby Stars (1924)
- Young Hollywood Hall of Fame (1920's)

## Filmografia
La filmografia è completa. Quando manca il nome del regista, questo non viene riportato nei titoli
- The End of the Trail, regia di Oscar Apfel (1916)
- The Fires of Conscience, regia di Oscar Apfel (1916)
- The Price of Her Soul, regia di Oscar Apfel (1916)
- The Turn of a Card, regia di Oscar Apfel (1918)
- The Reckoning Day, regia di Roy Clements (1918)
- The Road Through the Dark, regia di Edmund Mortimer (1918)
- The End of the Game, regia di Jesse D. Hampton (1919)
- Married in Haste, regia di Arthur Rosson (1919)
- Words and Music by -, regia di Scott R. Dunlap (1919)
- Be a Little Sport, regia di Scott R. Dunlap (1919)
- Love Is Love, regia di Scott R. Dunlap (1919)
- L'uomo del miracolo (The Miracle Man), regia di George Loane Tucker (1919)
- The Lost Princess, regia di Scott R. Dunlap (1919)
- Vagabond Luck, regia di Scott R. Dunlap (1919)
- Tin Pan Alley, regia di Frank Beal (1919)
- La ragazza del n. 29 (The Girl in Number 29), regia di John Ford (1920)
- Occasionally Yours, regia di James W. Horne (1920)
- Kismet, regia di Louis J. Gasnier (1920)
- Broadway and Home, regia di Alan Crosland (1920)
- It Can Be Done, regia di David Smith (1921)
- Through the Back Door, regia di Alfred E. Green (1921)
- Cold Steel, regia di Sherwood MacDonald (1921)
- The Policeman and the Baby, regia di Bertram Bracken (1921)
- The Ableminded Lady, regia di Lewis D. Collins (1922)
- Dangerous Pastime, regia di James W. Horne (1922)
- White Hands, regia di Lambert Hillyer (1922)
- Big Stakes, di Clifford S. Elfelt (1922)
- One Million in Jewels, regia di J.P. McGowan (1923)
- Driven, regia di Charles Brabin (1923)
- Has the World Gone Mad!, regia di J. Searle Dawley (1923)
- The Mysterious Witness, regia di Seymour Zeliff (1923)
- Penna d'aquila (The Eagle's Feather), regia di Edward Sloman (1923)
- The Law Forbids, regia di Jess Robbins (1923)
- Gold and the Girl, regia di Edmund Mortimer (1925)
- The Wife Who Wasn't Wanted, regia di James Flood (1925)
- Timber Wolf, regia di W. S. Van Dyke (1925)
- Flyin' Thru, regia di Bruce M. Mitchell (1925)
- Il barcaiuolo del Volga (The Volga Boatman), regia di Cecil B. De Mille (1926)
- Bachelor Brides, regia di William K. Howard (1926)
- Trapped, regia di William A. Crinley (1926)
- That Girl Oklahoma (1926)
- Jim il conquistatore (Jim, the Conqueror), regia di George B. Seitz (1926)
- Il veliero trionfante (The Yankee Clipper), regia di Rupert Julian (1927)
- My Friend from India, regia di E. Mason Hopper (1927)
- Let 'Er Go Gallagher, regia di Elmer Clifton (1928)
- Sin Town, regia di J. Gordon Cooper e William K. Howard (1929)
- 45 Calibre Echo, regia di Bruce M. Mitchell (1932)
- The Night Rider, regia di Fred C. Newmeyer e (non accreditato) William Nigh (1932)
- Midnight Club, regia di Alexander Hall e George Somnes (1933)
- Bolero, regia di Wesley Ruggles e Mitchell Leisen (1934)
- L'imperatrice Caterina (The Scarlet Empress), regia di Josef von Sternberg (1934)
- Vigliaccheria (Whom the Gods Destroy), regia di Walter Lang (1934)
- Strettamente confidenziale (Broadway Bill), regia di Frank Capra (1934)